# Yadagiri
Yadgir là một thị trấn thuộc huyện Yadgir, bang Karnataka, Ấn Độ.

## Địa lý
Yadgir có vị trí 16°46′B 77°08′Đ / 16,77°B 77,13°Đ Nó có độ cao trung bình là 389 mét (1276 feet).

## Nhân khẩu
Theo điều tra dân số năm 2001 của Ấn Độ, Yadgir có dân số 58.802 người. Phái nam chiếm 51% tổng số dân và phái nữ chiếm 49%. Yadgir có tỷ lệ 56% biết đọc biết viết, thấp hơn tỷ lệ trung bình toàn quốc là 59,5%: tỷ lệ cho phái nam là 65%, và tỷ lệ cho phái nữ là 48%. Tại Yadgir, 15% dân số nhỏ hơn 6 tuổi.